# Поток-Білий
Поток-Білий (пол. Potok Biały) — село в Польщі, у гміні Слубіце Плоцького повіту Мазовецького воєводства.
Населення — 145 осіб (2011).
У 1975-1998 роках село належало до Плоцького воєводства.

## Демографія
Демографічна структура станом на 31 березня 2011 року:
|          | Загалом | Допрацездатний вік | Працездатний вік | Постпрацездатний вік |
| -------- | ------- | ------------------ | ---------------- | -------------------- |
| Чоловіки | 71      | 15                 | 50               | 6                    |
| Жінки    | 74      | 11                 | 41               | 22                   |
| Разом    | 145     | 26                 | 91               | 28                   |